# Mabra charonialis
Mabra charonialis är en fjärilsart som beskrevs av Walker 1859. Mabra charonialis ingår i släktet Mabra och familjen Crambidae. Inga underarter finns listade i Catalogue of Life.